# Partecipanti al Tour de France 2018
Elenco dei partecipanti al Tour de France 2018.
Il Tour de France 2018 fu la centocinquesima edizione della corsa. Alla competizione presero parte 22 squadre, le diciotto iscritte all'UCI World Tour 2018 e le quattro squadre invitate (la Cofidis, Solutions Crédits, la Wanty-Groupe Gobert, la Direct Énergie e il Team Fortuneo-Samsic, tutte di categoria UCI Professional Continental), ciascuna delle quali composta da otto corridori, per un totale di 176 ciclisti. La corsa partì il 7 luglio da Noirmoutier-en-l'Île e terminerà il 29 luglio sugli Champs-Élysées, a Parigi, dove tagliarono il traguardo 145 corridori.

## Corridori per squadra
| Team Sky                       | Team Sky                       | Team Sky                       | BMC Racing Team      | BMC Racing Team            | BMC Racing Team      | Team Lotto NL-Jumbo        | Team Lotto NL-Jumbo        | Team Lotto NL-Jumbo        |
| ------------------------------ | ------------------------------ | ------------------------------ | -------------------- | -------------------------- | -------------------- | -------------------------- | -------------------------- | -------------------------- |
| 1                              | Chris Froome                   | 3º                             | 81                   | Richie Porte               | R 9ª                 | 161                        | Steven Kruijswijk          | 5º                         |
| 2                              | Egan Bernal (Cr.)              | 15º                            | 82                   | Patrick Bevin              | R 14ª                | 162                        | Robert Gesink              | 31º                        |
| 3                              | Jonathan Castroviejo (Cr.)     | 70º                            | 83                   | Damiano Caruso             | 20º                  | 163                        | Dylan Groenewegen          | R 12ª                      |
| 4                              | Michał Kwiatkowski (Lin.)      | 49º                            | 84                   | Simon Gerrans              | 107º                 | 164                        | Amund Grøndahl Jansen      | 139º                       |
| 5                              | Gianni Moscon                  | EX 15ª                         | 85                   | Stefan Küng (Cr.)          | 53º                  | 165                        | Paul Martens               | 81º                        |
| 6                              | Wout Poels                     | 58º                            | 86                   | Michael Schär              | 90º                  | 166                        | Primož Roglič              | 4º                         |
| 7                              | Luke Rowe                      | 128º                           | 87                   | Greg Van Avermaet          | 28º                  | 167                        | Timo Roosen                | 137º                       |
| 8                              | Geraint Thomas (Cr.)           | 1º                             | 88                   | Tejay van Garderen         | 32º                  | 168                        | Antwan Tolhoek             | 37º                        |
| D.S.:                          | D.S.:                          | D.S.:                          | D.S.:                | D.S.:                      | D.S.:                | D.S.:                      | D.S.:                      | D.S.:                      |
| Team EF Education First-Drapac | Team EF Education First-Drapac | Team EF Education First-Drapac | UAE Team Emirates    | UAE Team Emirates          | UAE Team Emirates    | Lotto Soudal               | Lotto Soudal               | Lotto Soudal               |
| 11                             | Rigoberto Urán                 | NP 12ª                         | 91                   | Daniel Martin              | 8º                   | 171                        | André Greipel              | R 12ª                      |
| 12                             | Simon Clarke                   | 100º                           | 92                   | Darwin Atapuma             | 69º                  | 172                        | Tiesj Benoot               | NP 5ª                      |
| 13                             | Lawson Craddock                | 145º                           | 93                   | Kristijan Đurasek          | 40º                  | 173                        | Jasper De Buyst            | 142º                       |
| 14                             | Daniel Martínez                | 36º                            | 94                   | Roberto Ferrari            | 138º                 | 174                        | Thomas De Gendt            | 65º                        |
| 15                             | Taylor Phinney                 | 136º                           | 95                   | Alexander Kristoff (Lin.)  | 114º                 | 175                        | Jens Keukeleire            | NP 10ª                     |
| 16                             | Pierre Rolland                 | 27º                            | 96                   | Marco Marcato              | 126º                 | 176                        | Tomasz Marczyński          | 103º                       |
| 17                             | Thomas Scully                  | 129º                           | 97                   | Rory Sutherland            | 106º                 | 177                        | Marcel Sieberg             | R 12ª                      |
| 18                             | Sep Vanmarcke                  | 115º                           | 98                   | Oliviero Troia             | 133º                 | 178                        | Jelle Vanendert            | R 19ª                      |
| D.S.:                          | D.S.:                          | D.S.:                          | D.S.:                | D.S.:                      | D.S.:                | D.S.:                      | D.S.:                      | D.S.:                      |
| AG2R La Mondiale               | AG2R La Mondiale               | AG2R La Mondiale               | Quick-Step Floors    | Quick-Step Floors          | Quick-Step Floors    | Direct Énergie             | Direct Énergie             | Direct Énergie             |
| 21                             | Romain Bardet                  | 6º                             | 101                  | Julian Alaphilippe         | 33º                  | 181                        | Lilian Calmejane           | 30º                        |
| 22                             | Silvan Dillier                 | 83º                            | 102                  | Tim Declercq               | R 16ª                | 182                        | Thomas Boudat              | 89º                        |
| 23                             | Axel Domont                    | R 4ª                           | 103                  | Fernando Gaviria           | R 12ª                | 183                        | Sylvain Chavanel           | 39º                        |
| 24                             | Mathias Frank                  | 55º                            | 104                  | Philippe Gilbert           | NP 17ª               | 184                        | Jérôme Cousin              | 93º                        |
| 25                             | Tony Gallopin                  | R 12ª                          | 105                  | Bob Jungels (Lin. e Cr.)   | 11º                  | 185                        | Damien Gaudin              | 140º                       |
| 26                             | Pierre Latour (Cr.)            | 13º                            | 106                  | Yves Lampaert (Lin.)       | 80º                  | 186                        | Fabien Grellier            | 120º                       |
| 27                             | Oliver Naesen                  | 66º                            | 107                  | Maximiliano Richeze        | 135º                 | 187                        | Romain Sicard              | 73º                        |
| 28                             | Alexis Vuillermoz              | NP 10ª                         | 108                  | Niki Terpstra              | 119º                 | 188                        | Rein Taaramäe              | FTM 12ª                    |
| D.S.:                          | D.S.:                          | D.S.:                          | D.S.:                | D.S.:                      | D.S.:                | D.S.:                      | D.S.:                      | D.S.:                      |
| Team Sunweb                    | Team Sunweb                    | Team Sunweb                    | Bora-Hansgrohe       | Bora-Hansgrohe             | Bora-Hansgrohe       | Trek-Segafredo             | Trek-Segafredo             | Trek-Segafredo             |
| 31                             | Michael Matthews               | NP 5ª                          | 111                  | Peter Sagan (Lin.) (Lin.)  | 71º                  | 191                        | Bauke Mollema              | 26º                        |
| 32                             | Tom Dumoulin (Cr.)             | 2º                             | 112                  | Maciej Bodnar (Cr.)        | 122º                 | 192                        | Julien Bernard             | 35º                        |
| 33                             | Nikias Arndt                   | 67º                            | 113                  | Marcus Burghardt           | 92º                  | 193                        | Koen de Kort               | 78º                        |
| 34                             | Simon Geschke                  | 25º                            | 114                  | Rafał Majka                | 19º                  | 194                        | John Degenkolb             | 111º                       |
| 35                             | Chad Haga                      | 72º                            | 115                  | Gregor Mühlberger          | 76º                  | 195                        | Michael Gogl               | 113º                       |
| 36                             | Søren Kragh Andersen           | 52º                            | 116                  | Daniel Oss                 | 112º                 | 196                        | Tsgabu Grmay (Cr.)         | R 2ª                       |
| 37                             | Edward Theuns                  | 88º                            | 117                  | Pawel Poljanski            | 94º                  | 197                        | Toms Skujiņš (Cr.)         | 82º                        |
| 38                             | Laurens Ten Dam                | 51º                            | 118                  | Lukas Pöstlberger          | 132º                 | 198                        | Jasper Stuyven             | 63º                        |
| D.S.:                          | D.S.:                          | D.S.:                          | D.S.:                | D.S.:                      | D.S.:                | D.S.:                      | D.S.:                      | D.S.:                      |
| Team Fortuneo-Samsic           | Team Fortuneo-Samsic           | Team Fortuneo-Samsic           | Astana Pro Team      | Astana Pro Team            | Astana Pro Team      | Cofidis, Solutions Crédits | Cofidis, Solutions Crédits | Cofidis, Solutions Crédits |
| 41                             | Warren Barguil                 | 17º                            | 121                  | Jakob Fuglsang             | 12º                  | 201                        | Christophe Laporte         | 124º                       |
| 42                             | Maxime Bouet                   | 42º                            | 122                  | Omar Fraile                | 57º                  | 202                        | Dimitri Claeys             | 130º                       |
| 43                             | Élie Gesbert                   | 86º                            | 123                  | Dmitrij Gruzdev            | FTM 12ª              | 203                        | Nicolas Edet               | 43º                        |
| 44                             | Romain Hardy                   | 105º                           | 124                  | Jesper Hansen              | 56º                  | 204                        | Jesús Herrada              | 47º                        |
| 45                             | Kévin Ledanois                 | 96º                            | 125                  | Tanel Kangert (Cr.)        | 16º                  | 205                        | Daniel Navarro             | 45º                        |
| 46                             | Amaël Moinard                  | 48º                            | 126                  | Magnus Cort Nielsen        | 68º                  | 206                        | Anthony Perez              | 85º                        |
| 47                             | Laurent Pichon                 | 98º                            | 127                  | Luis León Sánchez          | R 2ª                 | 207                        | Julien Simon               | 101º                       |
| 48                             | Florian Vachon                 | 99º                            | 128                  | Michael Valgren Andersen   | 44º                  | 208                        | Anthony Turgis             | 116º                       |
| D.S.:                          | D.S.:                          | D.S.:                          | D.S.:                | D.S.:                      | D.S.:                | D.S.:                      | D.S.:                      | D.S.:                      |
| Bahrain-Merida                 | Bahrain-Merida                 | Bahrain-Merida                 | Team Dimension Data  | Team Dimension Data        | Team Dimension Data  | Wanty-Groupe Gobert        | Wanty-Groupe Gobert        | Wanty-Groupe Gobert        |
| 51                             | Vincenzo Nibali                | NP 13ª                         | 131                  | Mark Cavendish             | FTM 11ª              | 211                        | Guillaume Martin           | 21º                        |
| 52                             | Sonny Colbrelli                | 109º                           | 132                  | Edvald Boasson Hagen (Cr.) | 84º                  | 212                        | Thomas Degand              | 54º                        |
| 53                             | Heinrich Haussler              | 125º                           | 133                  | R. J. van Rensburg         | 110º                 | 213                        | Timothy Dupont             | 131º                       |
| 54                             | Gorka Izagirre (Lin.)          | 24º                            | 134                  | Serge Pauwels              | NP 16ª               | 214                        | Marco Minnaard             | 64º                        |
| 55                             | Jon Izagirre                   | 22º                            | 135                  | Mark Renshaw               | FTM 11ª              | 215                        | Yoann Offredo              | 91º                        |
| 56                             | Kristijan Koren                | 102º                           | 136                  | Tom-Jelte Slagter          | 59º                  | 216                        | Andrea Pasqualon           | 95º                        |
| 57                             | Franco Pellizotti              | 60º                            | 137                  | Jay Robert Thomson         | 143º                 | 217                        | Dion Smith                 | 97º                        |
| 58                             | Domenico Pozzovivo             | 18º                            | 138                  | Julien Vermote             | 75º                  | 218                        | Guillaume Van Keirsbulck   | 123º                       |
| D.S.:                          | D.S.:                          | D.S.:                          | D.S.:                | D.S.:                      | D.S.:                | D.S.:                      | D.S.:                      | D.S.:                      |
| Mitchelton-Scott               | Mitchelton-Scott               | Mitchelton-Scott               | Team Katusha Alpecin | Team Katusha Alpecin       | Team Katusha Alpecin |                            |                            |                            |
| 61                             | Adam Yates                     | 29º                            | 141                  | Il'nur Zakarin             | 9º                   |                            |                            |                            |
| 62                             | Jack Bauer                     | 121º                           | 142                  | Ian Boswell                | 79º                  |                            |                            |                            |
| 63                             | Luke Durbridge                 | 118º                           | 143                  | Robert Kišerlovski         | R 5ª                 |                            |                            |                            |
| 64                             | Mathew Hayman                  | 108º                           | 144                  | Marcel Kittel              | FTM 11ª              |                            |                            |                            |
| 65                             | Michael Hepburn                | 117º                           | 145                  | Pavel Kočetkov             | 61º                  |                            |                            |                            |
| 66                             | Damien Howson                  | NP 16ª                         | 146                  | Tony Martin (Cr.)          | NP 9ª                |                            |                            |                            |
| 67                             | Daryl Impey (Lin. e Cr.)       | 46º                            | 147                  | Nils Politt                | 87º                  |                            |                            |                            |
| 68                             | Mikel Nieve                    | 23º                            | 148                  | Rick Zabel                 | R 12ª                |                            |                            |                            |
| D.S.:                          | D.S.:                          | D.S.:                          | D.S.:                | D.S.:                      | D.S.:                |                            |                            |                            |
| Movistar Team                  | Movistar Team                  | Movistar Team                  | Groupama-FDJ         | Groupama-FDJ               | Groupama-FDJ         |                            |                            |                            |
| 71                             | Nairo Quintana                 | 10º                            | 151                  | Arnaud Démare              | 141º                 |                            |                            |                            |
| 72                             | Andrey Amador                  | 50º                            | 152                  | David Gaudu                | 34º                  |                            |                            |                            |
| 73                             | Daniele Bennati                | 104º                           | 153                  | Jacopo Guarnieri           | 144º                 |                            |                            |                            |
| 74                             | Imanol Erviti                  | 77º                            | 154                  | Olivier Le Gac             | 127º                 |                            |                            |                            |
| 75                             | Mikel Landa                    | 7º                             | 155                  | Tobias Ludvigsson (Lin.)   | 74º                  |                            |                            |                            |
| 76                             | José Joaquín Rojas             | R 9ª                           | 156                  | Rudy Molard                | 38º                  |                            |                            |                            |
| 77                             | Marc Soler                     | 62º                            | 157                  | Ramon Sinkeldam            | 134º                 |                            |                            |                            |
| 78                             | Alejandro Valverde             | 14º                            | 158                  | Arthur Vichot              | 41º                  |                            |                            |                            |
| D.S.:                          | D.S.:                          | D.S.:                          | D.S.:                | D.S.:                      | D.S.:                |                            |                            |                            |

### Legenda
| Dorsale       | Dorsale di partenza del ciclista | Posizione     | Posizione finale nella classifica generale               |
| Maglia gialla | Indica il vincitore della classifica generale                                                                                        | Maglia a pois | Indica il vincitore della classifica dei GPM             |
| Maglia verde  | Indica il vincitore della classifica a punti                                                                                         | Maglia bianca | Indica il vincitore della classifica dei giovani         |
| NP            | Indica un ciclista che non è ripartito in una tappa la mattina                                                                       | R             | Indica un ciclista che si è ritirato in una tappa        |
| FTM           | Indica un ciclista che ha concluso una tappa fuori tempo, ossia ha impiegato più tempo rispetto a quanto stabilito dal tempo massimo | EX            | Corridore escluso per non aver rispettato il regolamento |

## Ciclisti per nazione
Le nazionalità rappresentate nella manifestazione sono 30; in tabella il numero dei ciclisti suddivisi per la propria nazione di appartenenza:
| Numero ciclisti | Nazione                                                                                        |
| --------------- | ---------------------------------------------------------------------------------------------- |
| 35              | Francia                                                                                        |
| 19              | Belgio                                                                                         |
| 14              | Paesi Bassi                                                                                    |
| 13              | Italia, Spagna                                                                                 |
| 11              | Australia, Germania                                                                            |
| 6               | Colombia                                                                                       |
| 5               | Danimarca, Polonia, Gran Bretagna, Stati Uniti                                                 |
| 4               | Nuova Zelanda, Svizzera                                                                        |
| 3               | Austria, Norvegia, Sudafrica                                                                   |
| 2               | Croazia, Estonia, Russia, Slovenia                                                             |
| 1               | Argentina, Costa Rica, Etiopia, Irlanda, Kazakistan, Lettonia, Lussemburgo, Slovacchia, Svezia |